# 루스벨트 계론

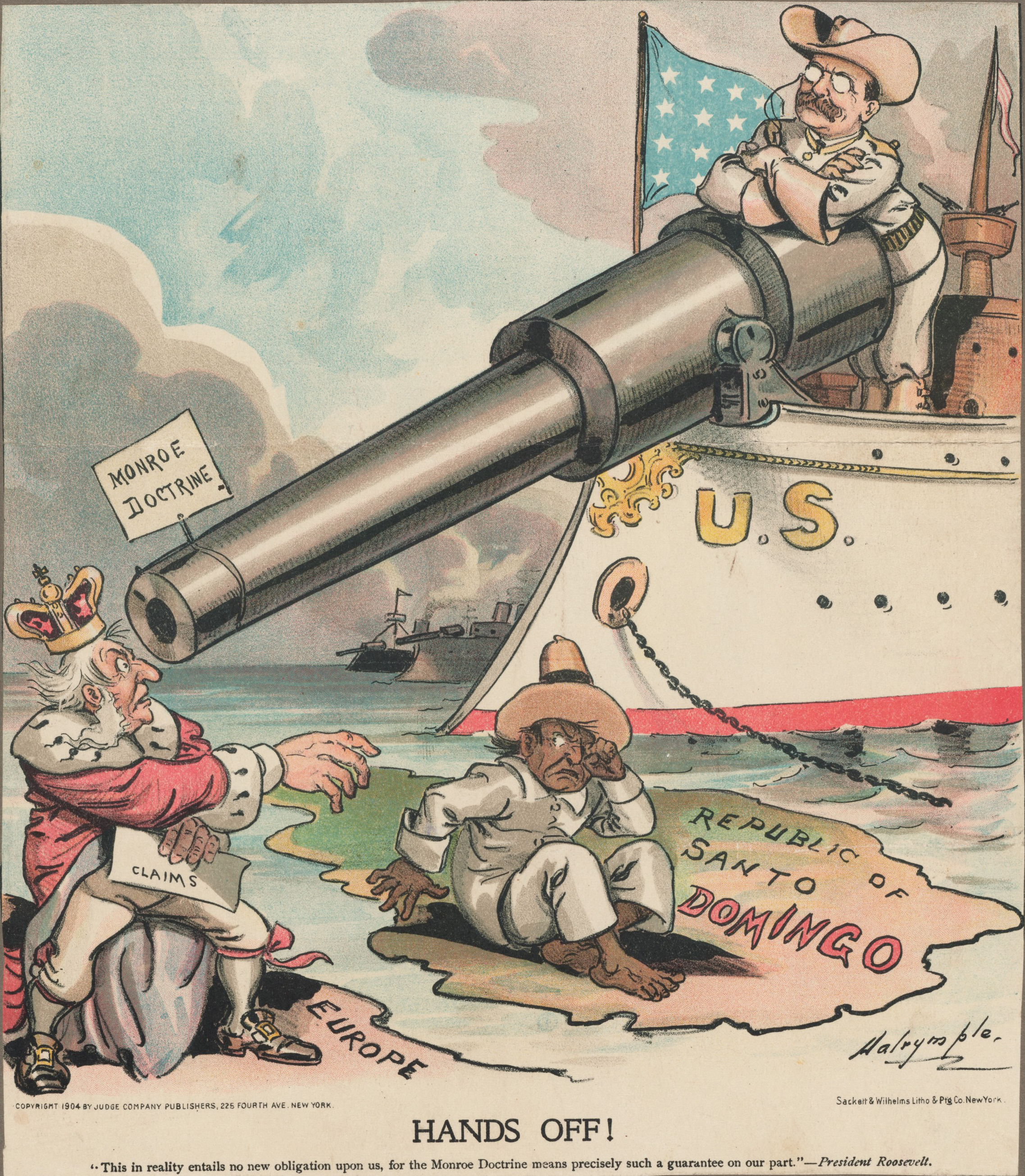

루스벨트 계론(Roosevelt Corollary)은 미국 제26대 대통령 시어도어 루스벨트(TR)가 제2차 베네수엘라 위기(1902년 ~ 1903년) 이후인 1904년 먼로주의를 수정한 것이다.
먼로주의는 본래 유럽 열강이 아메리카 대륙에 간섭하지 않고 동시에 미국 역시 유럽 및 유럽의 식민지들에 간섭하지 않는다는 상호불간섭주의이다. 그러나 격변하는 19세기 국제정세에서, 미국이 유럽에 신경을 끄면서 아메리카 대륙에 대한 유럽의 영향을 일소하는 것은 불가능해졌고, 그것을 단적으로 보여준 것이 각각 영국과 독일이 일으킨 제1, 2차 베네수엘라 위기였다. 또한 당시 2류국가로 전락한 에스파냐가 아메리카의 식민지를 매각할 움직임을 보였는데, 이는 아직 영국이나 프랑스 등 1류국가와 경쟁할 해양력을 갖추지 못한 미국에게 치명적인 일이었다. 따라서 루스벨트는 유럽 국가가 아메리카 대륙의 식민지를 포기할 경우 그것을 접수하는 나라는 미국이 되어야 한다고 주장했다.
이러한 기조는 루스벨트 이후 미국이 강한 국력을 갖춘 뒤에도 라틴아메리카에 대한 미국의 간섭주의로 지속되었다. 즉 루스벨트 따름정리는 먼로주의를 제국주의적으로 수정한 것이며, 오늘날까지 지속되는 미국의 세계경찰 행세의 역사적 기원이 된다.

## 같이 보기
- 곤봉정책
- 달러 외교
- 신제국주의